# Llanura de Terme
La Llanura de Terme (Turco: Terme Ovası) es una planicie en el norte de Turquía, en la Región del Mar Negro.
La planicie se encuentra (a 40,358 y 33,322) en la provincia de Samsun, cerca de Terme. Tanto el río Terme como el río Yeşilırmak riegan este territorio.
Tradicionalmente en la llanura se cosecha arroz, conocido en toda Turquía como Terme pirinci ("arroz de Terme" en turco), y avellanas.